# RDS-37
La RDS-37 (РДС-37 en russe) fut la première bombe H soviétique.  
Conçue par l'institut panrusse de recherche scientifique en physique expérimentale et utilisant entre autres de l'hydrure de lithium ; elle fut testée le 22 novembre 1955, larguée d'un bombardier sur le site du polygone nucléaire de Semipalatinsk au Kazakhstan et dégagea une puissance de 1,6 mégatonne pour une puissance envisagée de 3 mégatonnes.